# Tourelle Galopin de 155 mm L modèle 1890

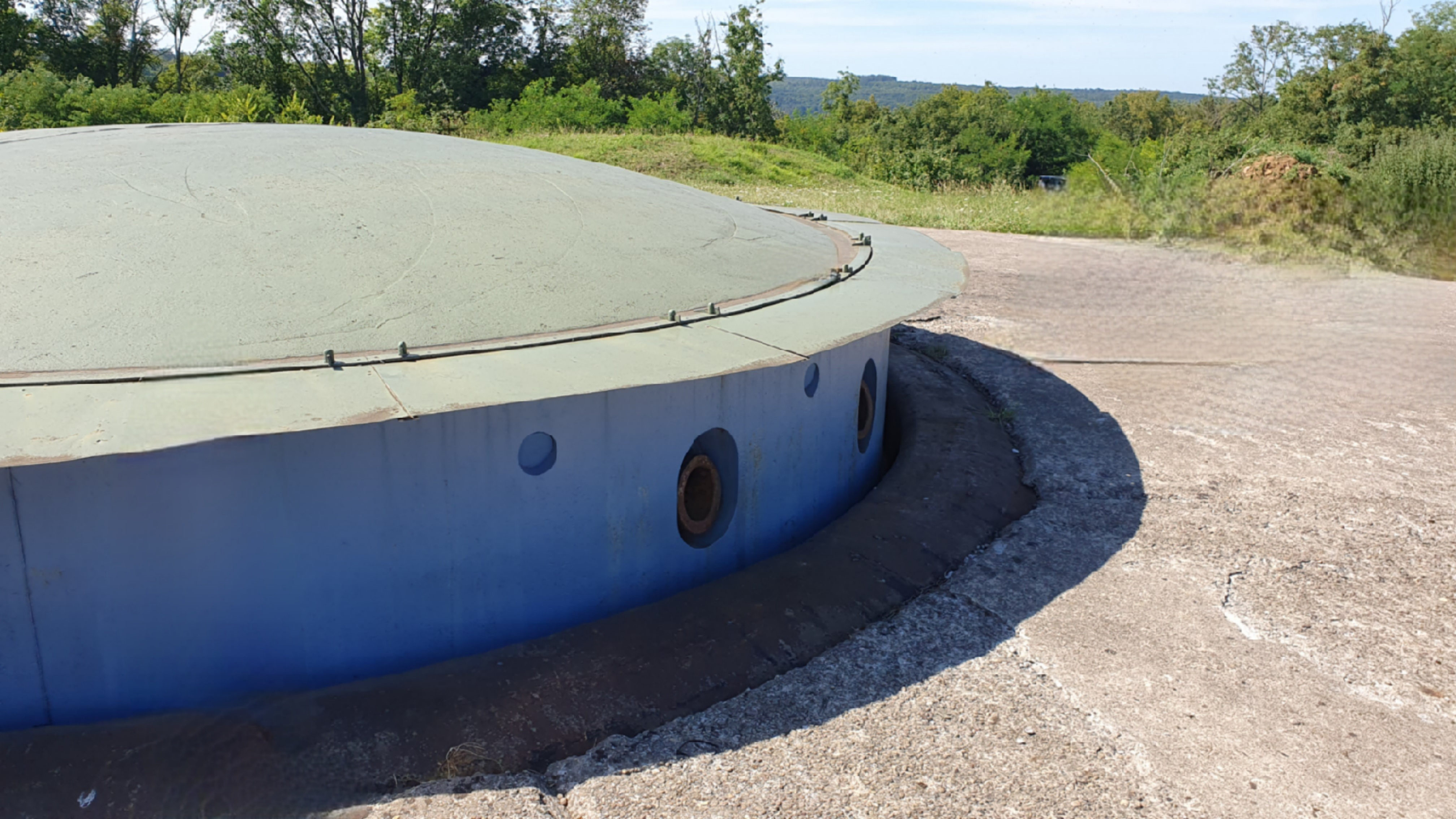
Tourelle de lar Batterie d'Éperon

La tourelle Galopin de 155 mm L modèle 1890 est l'un des types de tourelle qui équipent les forts du système Séré de Rivières à la fin du XIXe siècle. Il s'agit d'un modèle de tourelle à éclipse, installé en saillie sur une dalle de béton et armé de deux canons longs de 155 mm (d'où l'abréviation « L »).

## Conception
La tourelle d'artillerie est d'abord une invention britannique, par le commandeur Cowper Phipps Coles en 1855 pendant la guerre de Crimée : c'est un canon de marine monté sur un affût pivotant et protégé par un bouclier hémisphérique. Coles, devenu capitaine, poursuivit la promotion de son idée ; après un test sur la batterie flottante HMS Trusty en 1861, la Royal Navy fit lancer des navires à tourelles, tels que les HMS Prince Albert en 1864 et Captain en 1869. Aux États-Unis, John Ericsson lança l'USS Monitor en 1862.
Quelques tourelles (ou coupoles) de Coles furent installées à terre comme batterie de côte, notamment à Gibraltar. En 1863, le Belge Henri Alexis Brialmont fit installer une tourelle de Coles dans le fort no 3 de la place forte d'Anvers. Trois autres coupoles sont placées en 1867 au fort Saint-Philippe. Ces exemplaires sont ensuite imités par les Russes (après la visite du général Édouard Totleben à Anvers) pour protéger la base de Kronstadt, puis par les Prussiens, dont le capitaine du génie Maximilian Schumann (de) développe un affût blindé (Panzerlafette) et une coupole cuirassé (Panzerdrehturm). Schumann rejoint la société de Hermann Gruson à Magdebourg, qui produit dans les années 1870 un modèle de coupole modèle 1873 en fonte armé de deux canons de 15 cm, dont les exemplaires défendent désormais Bremerhaven, La Spezia et Metz (dans les forts Kameke et Manstein). En France, la Commission des cuirassements mène des essais sur le polygone de Gâvres de 1874 à 1878, finissant par accepter en 1876 un modèle de tourelle en fonte qui prend le nom du secrétaire de commission, le capitaine Henri-Louis-Philippe Mougin, armée avec deux canons de 155 mm. Dans le cadre du système Séré de Rivières, 25 exemplaires sont construits de 1879 à 1887 par la société Châtillon et Commentry, à Saint-Chamond.
Dans les années 1880, la crise de l'obus-torpille remet en cause toutes les fortifications précédentes. Les solutions proposées sont de recouvrir les forts avec une carapace de béton et d'y installer des tourelles à éclipse. En 1882, Schumann développe chez Gruson un modèle armé d'un canon de 57 mm à tir rapide (pour la défense rapprochée), capable de se mettre rapidement en batterie puis de s'éclipser grâce à un balancier et un contrepoids. Huit exemplaires sont installés dans la Feste Kaiser Wilhelm II, huit autres autour de Neuf-Brisach et 77 autour de Liège et de Namur. En 1884, le royaume de Roumanie décide de fortifier Bucarest et il lui faut choisir un modèle de tourelle, avec le choix entre deux modèles de tourelle tournante, une Schumann/Gruson et une Mougin/Saint-Chamond : un concours a lieu en janvier 1885 au polygone de tir de Cotroceni, finalement remporté par la française, avec la commande de 60 exemplaires. En France, une autre expérience de tirs fut menée en avril 1888 au camp de Châlons entre trois tourelles différentes :
- la Compagnie des forges et aciéries de la marine et d'Homécourt (à Saint-Chamond) proposa une Mougin modifiée, en fer laminé, armée de deux canons longs de 155 mm, pour un prix estimé de 230 000 francs ;
- la société Châtillon-Commentry (à Montluçon) apporta une coupole cuirassée tournante, avec un canon court (obusier) de 155 mm modèle 1891 ;
- la firme Fives-Lille propose, elle, une tourelle à éclipse du colonel Bussière, en acier, avec deux canons longs de 155 mm, au prix d'un million de francs.

Côté fonctionnement, le problème mis en lumière est celui de la ventilation ; côté résistance au pilonnage, l'acier est préféré à la fonte (qui se fissure sous le choc), la tourelle à éclipse est plus résistante (la Saint-Chamond fut percée au 29e obus), mais la Bussière s'avère fragile (comprenant un piston hydraulique, un contrepoids et une machine à vapeur) et lente (14 secondes). Finalement, aucune commande n'est passée ; les tourelles sont réparées, la Saint-Chamond est installée au fort du Saint-Michel, la Montluçon au fort de Lucey et la Bussière au fort de Souville.
En 1889, le capitaine Alfred Galopin, de la Section technique du génie, propose un nouveau modèle de tourelle, tenant compte des conclusions de Châlons : le système est plus robuste et surtout plus rapide (4 secondes et demi). Cette tourelle est adoptée le 15 juillet 1890 et sa construction confiée à la firme Schneider (au Creusot). Étant donné son prix de 850 000 francs (quatre fois plus cher que la Mougin), il n'est commandé en août 1891 qu'à cinq exemplaires pour des forts d'arrêt.

## Description
La tourelle est armée avec deux canons de 155 mm L modèle 1877, dont le tube fait 4,2 mètres de long, d'où une tourelle de 5,55 m de diamètre. Les affûts sont en berceau, les pièces équilibrées par des contrepoids, avec un pointage possible de -2°30' à 22°. Chaque tube peut ainsi envoyer un obus de 40 kg à un maximum de 7,5 km.
Pour la protection, la muraille est composée de quatre pièces d'acier de 45 cm d'épaisseur, avec dessus une calotte en fer laminé de 38 cm d'épaisseur, avec doublure de 1,5 cm en acier doux contre les ménisques. L'avant-cuirasse est composée de voussoirs d'acier moulé de 40 cm d'épaisseur, noyés dans la dalle de béton. La partie mobile a une masse de 150 tonnes, reposant sur deux balanciers en face-à-face. Un contrepoids moteur sert à la mise en batterie, actionné par un treuil (au fonctionnement manuel : il faut six hommes).
L'intérieur de la tourelle est composé de trois étages, avec en haut la chambre de tir, occupée par les deux canons, leurs affûts et le châssis ; dans l'étage intermédiaire se trouvent deux norias pour faire monter les obus et leur gargousses, ainsi qu'une circulaire de pointage en hauteur ; tout en bas sont placés les contrepoids et balanciers, avec un magasin à munitions à côté. Il fallait une équipe de 17 hommes pour faire fonctionner cette tourelle.

La tourelle de la batterie de l'Éperon
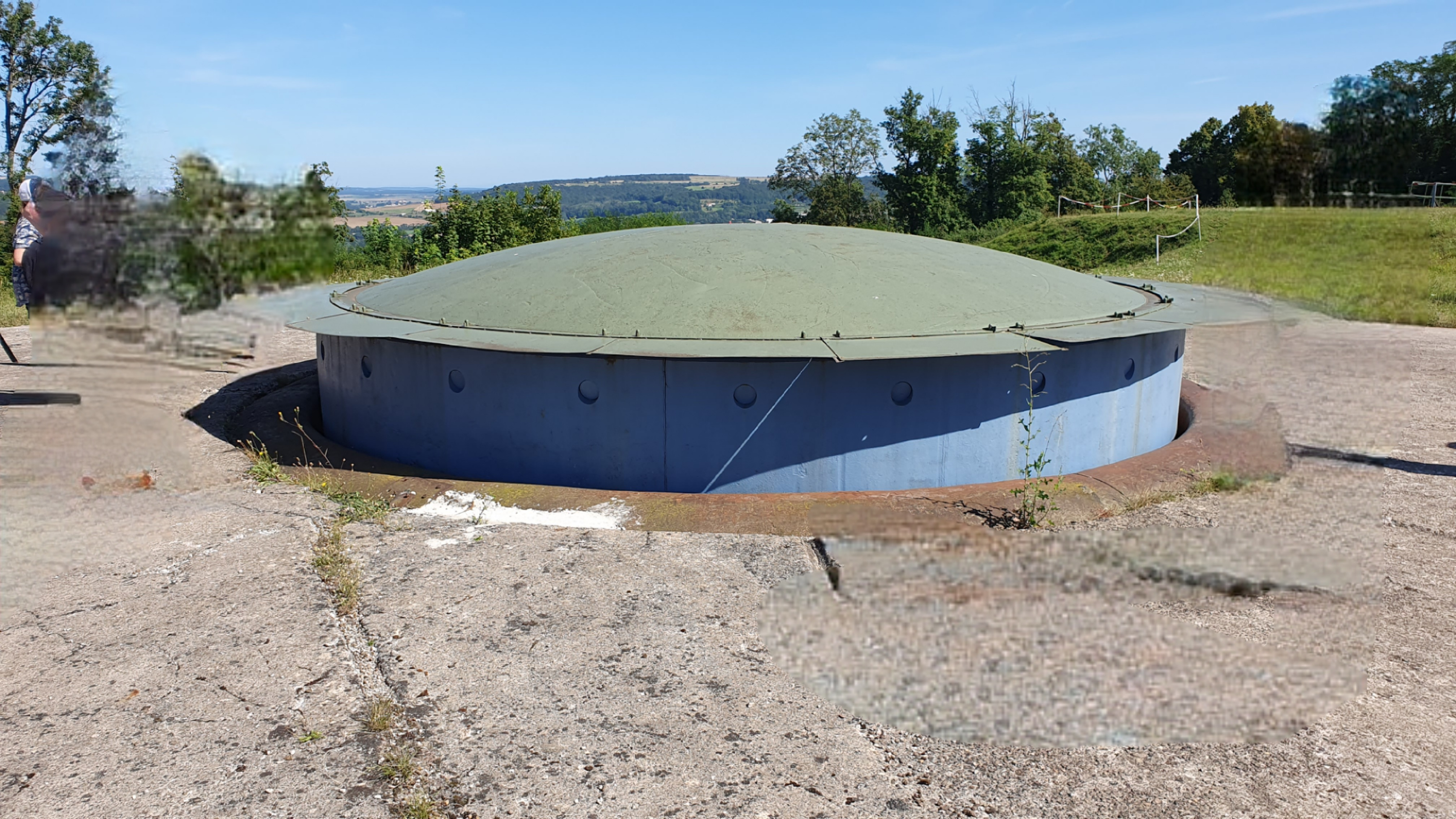
L'extérieur.
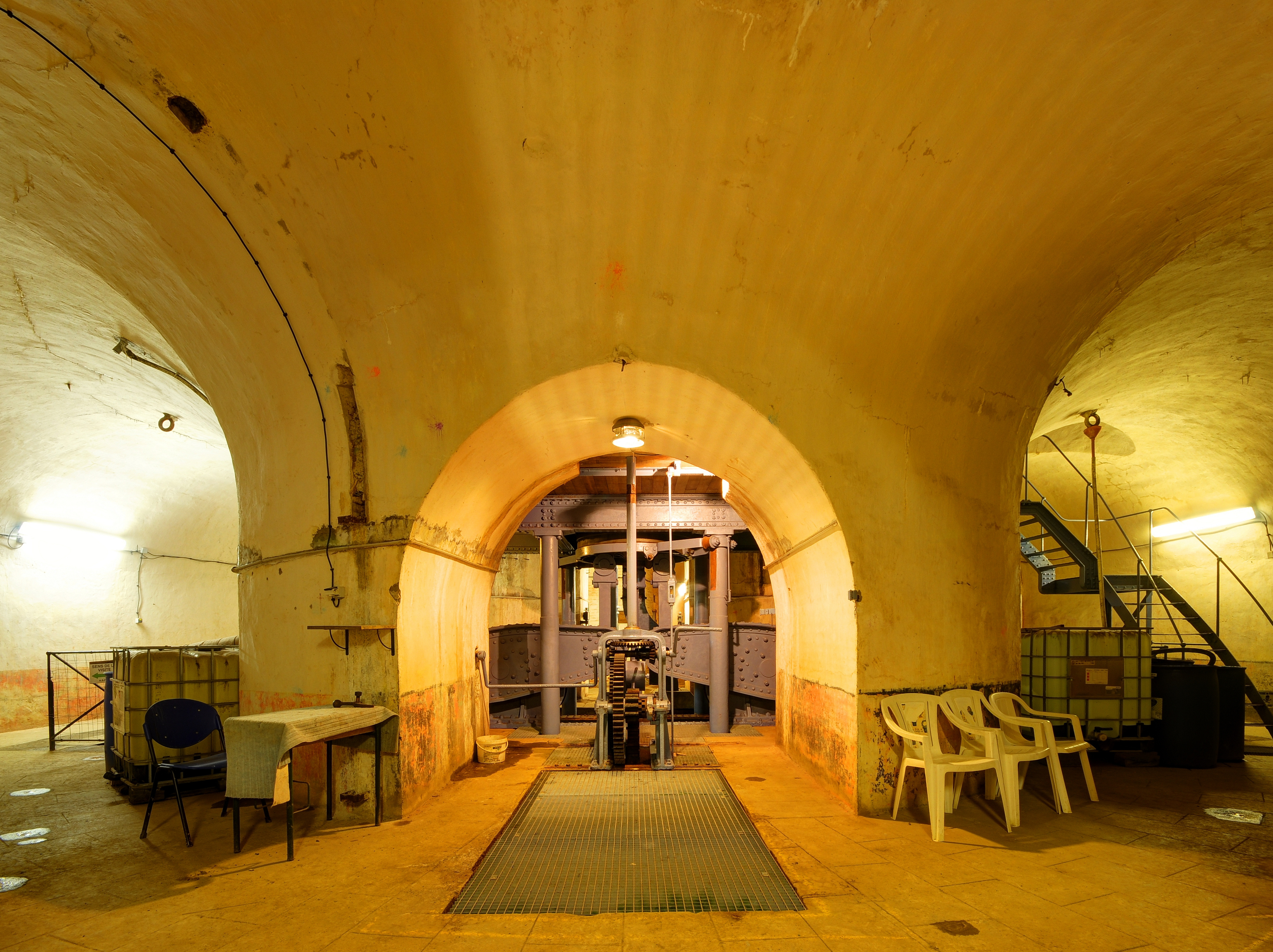
L'étage inférieur.
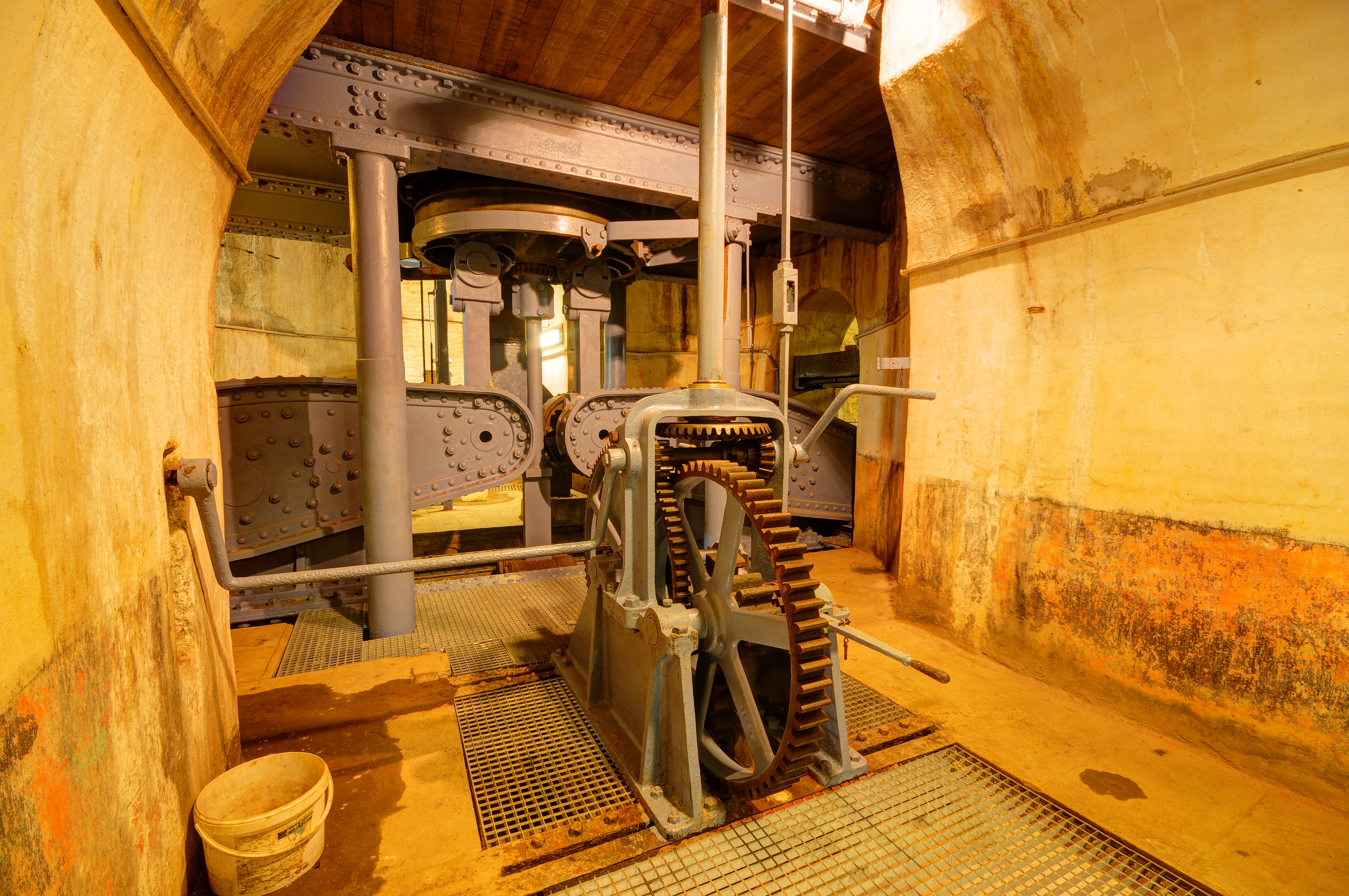
Les deux balanciers.
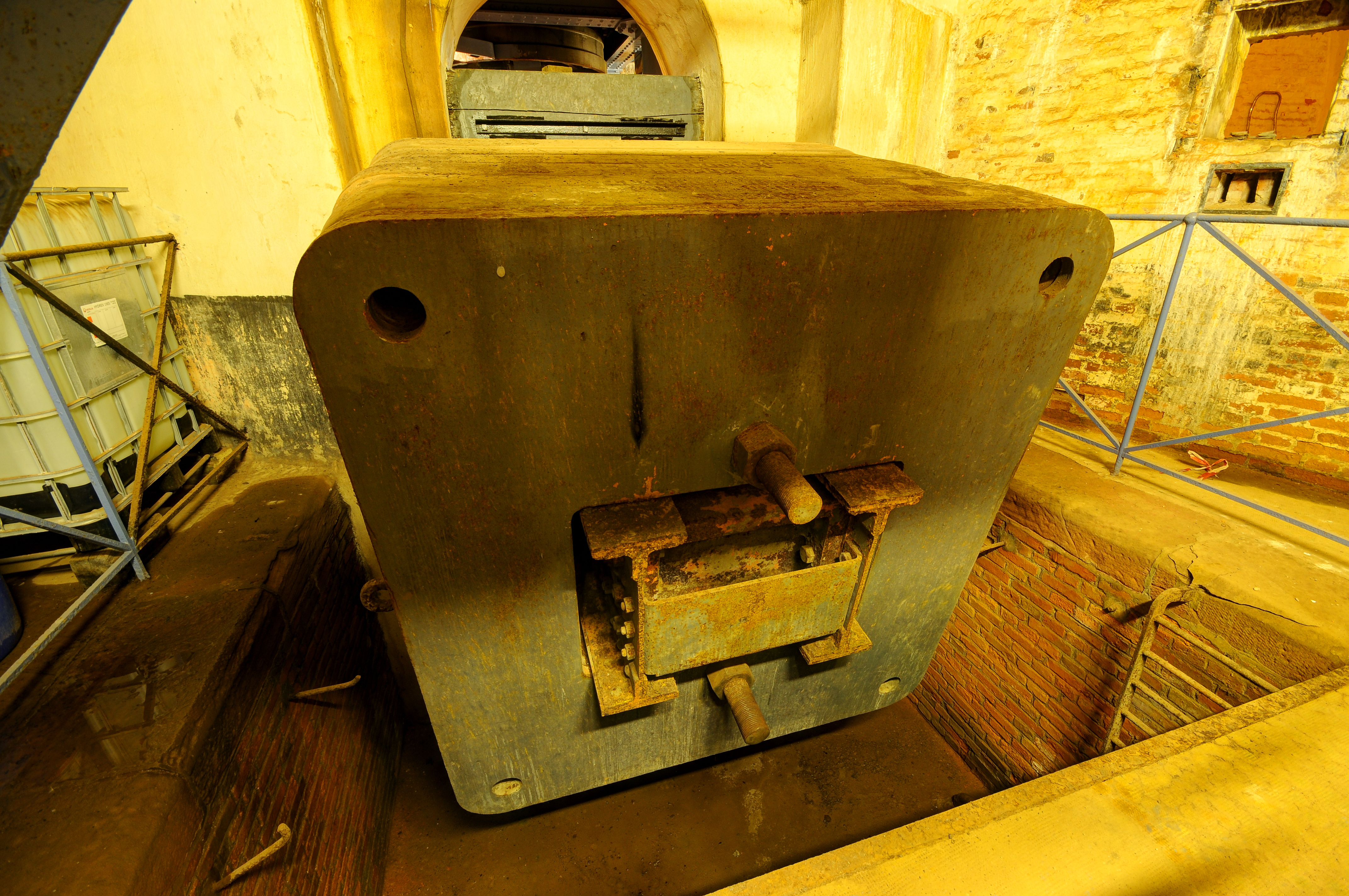
Un des contrepoids.

## Liste des tourelles

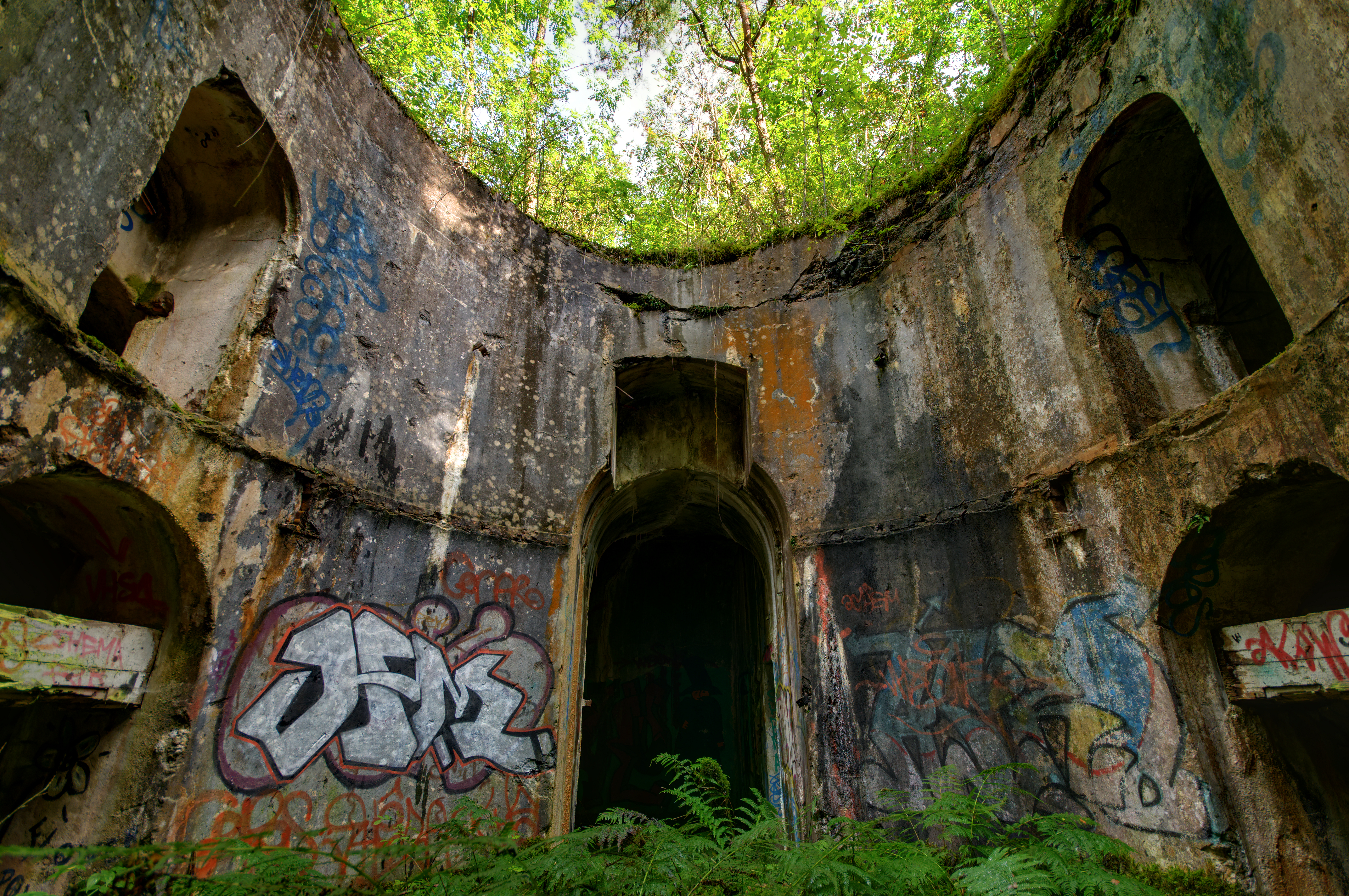
L'emplacement de la tourelle du fort d'Arches.

Seulement cinq exemplaires furent installés de 1891 à 1897, uniquement dans des forts de l'Est de la France ; 12 autres avaient été projetées.
| Forts                      | Numéros de tourelle | État                                      |
| -------------------------- | ------------------- | ----------------------------------------- |
| Fort de Manonviller        | A                   | détruite en 1914 puis mise à la ferraille |
| Fort de Manonviller        | B                   | détruite en 1914 puis mise à la ferraille |
| Batterie de l'Éperon       | C                   | en place                                  |
| Fort de Pont-Saint-Vincent | D                   | mise à la ferraille en 1942               |
| Fort d'Arches              | E                   | mise à la ferraille en 1942               |